# Le Temps de la colère
Pour plus de détails, voir Fiche technique et Distribution.
Le Temps de la colère (titre original : Between Heaven and Hell) est un film américain en CinemaScope réalisé par Richard Fleischer, sorti en 1956.

## Synopsis
Sam Gifford est un riche propriétaire de champs de coton dans le sud des États-Unis. Il est marié avec Jenny Cousins, la fille d'un militaire. Imbu de lui-même, il mène une vie de plaisir et montre un mépris évident pour ses ouvriers. Lorsque la guerre éclate, il est mobilisé comme sergent. À la suite d'une violente altercation avec le lieutenant de son groupe, il est dégradé et envoyé dans une enclave disciplinaire au cœur de la jungle. Le capitaine Waco Grimes, chef de ce bataillon, est un homosexuel lâche et brutal. Peu à peu, face à l'horreur des combats, le caractère de Gifford va changer.

## Fiche technique
- Titre original : Between Heaven and Hell
- Titre français : Le Temps de la colère
- Tire belge : Les Diables du Pacifique[1]
- Réalisation : Richard Fleischer
- Scénario : Harry Brown, d'après le roman de Francis Gwaltney
- Musique : Hugo Friedhofer
- Chef opérateur : Leo Tover
- Costumes : Mary Wills (supervisé par Charles Le Maire)
- Décors : Walter M. Scott, Charles Vassar
- Direction artistique : Addison Hehr, Lyle R. Wheeler
- Montage : James B. Clark
- Photographie : Leo Tover
- Producteur : David Weisbart
- Société de production et de distribution : 20th Century Fox
- Pays de production :  États-Unis
- Langue d'origine : anglais américain
- Format : couleur (DeLuxe Color (en)) — pellicule : 35 mm — image : 2,35:1 (CinemaScope) — son stéréophonique 4-Track (Westrex Recording System)
- Genre : guerre
- Durée : 94 minutes
- Dates de sortie : 
  - États-Unis : 11 octobre 1956 (New York City)
  - France : 5 juin 1957

## Distribution
- Robert Wagner (VF : Michel François) : Sam Francis Gifford
- Terry Moore (VF : Claude Winter) : Jenny Cousins
- Broderick Crawford (VF : Pierre Morin) : Waco Grimes
- Buddy Ebsen : Willie Crawford
- Robert Keith (VF : Jacques Beauchey) : Colonel Cousins
- Brad Dexter (VF : Raymond Loyer) : Lieutenant Joe Johnson
- Mark Damon : Terry
- Ken Clark (VF : Jean Clarieux) : Morgan
- Harvey Lembeck (VF : Henry Charrett) : Bernie Meleski
- Skip Homeier (VF : Jean Violette) : Swanson
- L.Q. Jones (VF : Michel Roux) : Kenny
- Tod Andrews (VF : Jean-Marie Amato) : Lieutenant Ray Mosby
- Biff Elliot (VF : Pierre Leproux) : Tom Thumb
- Bart Burns (VF : Lucien Bryonne) : Raker
- Darlene Fields (VF : Térèse Rigaut) : Mrs. Raker
- Frank Gerstle (VF : Claude Péran) : Colonel Miles
- Frank Gorshin (VF : René Bériard) : Millard

## Commentaires
- « L'horreur des scènes de corps à corps de l'antimilitariste Between Heaven and Hell a rarement été atteinte, tout comme la virtuosité technique, dont faisait preuve le fameux travelling, qui suivait pendant plusieurs centaines de mètres la course éperdue de Robert Wagner, dévalant la colline au sommet de laquelle, pour la première fois de sa vie, il venait de tuer plusieurs soldats japonais »[2].

- Le titre français est la traduction "arrangée" de Dies iræ (en français, "jour de colère") musique traditionnellement associée à la Messe des morts. Le thème du Dies iræ est omniprésent dans la musique du film, composée par Hugo Friedhofer.